# Churk Ghurma
Churk Ghurma è una suddivisione dell'India, classificata come nagar panchayat, di 8.685 abitanti, situata nel distretto di Sonbhadra, nello stato federato dell'Uttar Pradesh. In base al numero di abitanti la città rientra nella classe V (da 5.000 a 9.999 persone).

## Geografia fisica
La città è situata a 24° 38' 60 N e 83° 5' 60 E e ha un'altitudine di 297 m s.l.m..

## Società

### Evoluzione demografica
Al censimento del 2001 la popolazione di Churk Ghurma assommava a 8.685 persone, delle quali 4.580 maschi e 4.105 femmine. I bambini di età inferiore o uguale ai sei anni assommavano a 1.248, dei quali 638 maschi e 610 femmine. Infine, coloro che erano in grado di saper almeno leggere e scrivere erano 6.121, dei quali 3.636 maschi e 2.485 femmine.